# Lugal

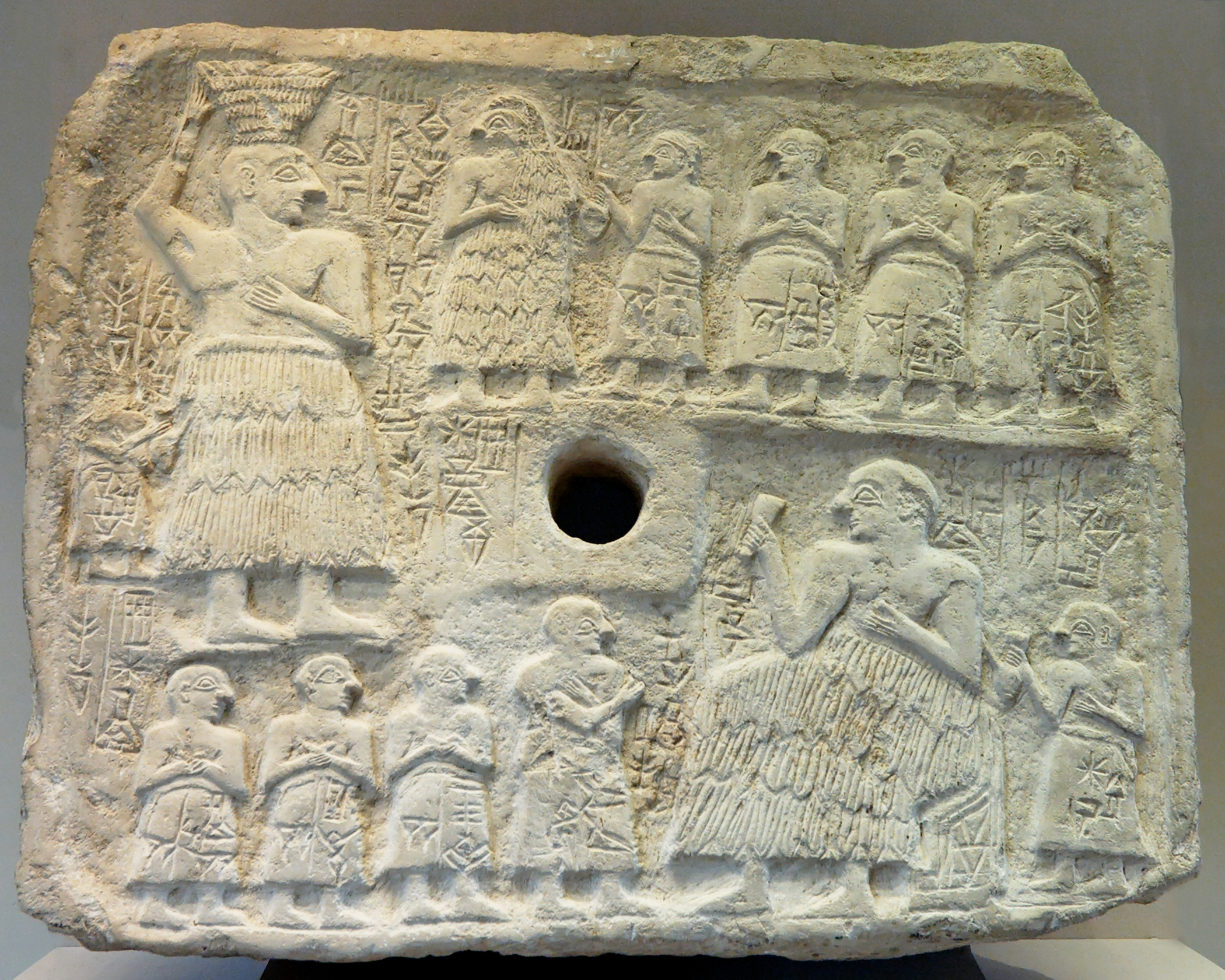
Relieve de Ur-Nanshe.

Lugal , voz sumeria para nombrar a un líder (LÚ.GAL ⇽ ⃲ "hombre grande"), fue uno de varios títulos sumerios que un gobernante de una ciudad-estado podía llevar, junto con los de en y ensi; las diferencias exactas entre ellos están discutidas. Finalmente, lugal se convirtió en el término sumerio predominante para cualquier rey. En el lenguaje sumerio, lugal se utiliza para un propietario (por ejemplo, de un barco o un campo) o de una cabeza (de una unidad como una familia).

## Cuneiforme
El signo cuneiforme de LUGAL ∗ (nr Borger. 151, Unicode U 12217) sirve como un determinante en los textos cuneiformes (sumerios, acadios e hititas), indicando que la siguiente palabra es el nombre de un rey. En la ortografía acadia, también puede ser un silabograma de šàr, acrofónico basado en la Acadia para "rey", šarrum.

## Lugal,ensiyen
Hay diferentes teorías sobre el significado del título lugal en el III milenio a. C. de Sumeria. Algunos estudiosos creen que a un gobernante, individual, de una ciudad-estado suele llamársele ensi, y un gobernante que encabezaba una confederación o mayor dominio compuesto de varias ciudades, quizás incluso la totalidad de Sumeria, fuese un lugal. Las funciones de dicho lugal se incluirían en determinadas actividades ceremoniales y de culto, el arbitraje en los litigios, la defensa contra los enemigos externos, y una vez que el lugal ha fallecido, el hijo mayor debe hacerse cargo. Es interesante que los ensis de Lagash a veces se refieren a la deidad patrona de la ciudad, Ningirsu, como su lugal ("maestro"). Todo lo anterior está conectado con el posible carácter sacerdotal o sacro de los títulos de ensi y sobre todo en (este último término para designar sacerdotes en momentos posteriores). Otros estudiosos consideran que ensi, en y lugal pueden haber sido tan solo tres de las denominaciones locales para el soberano, aceptado, respectivamente, en las ciudades-estado de Lagash, Uruk y Ur (así como en la mayoría del resto de Sumeria), a pesar de los distintos términos pueden haber expresado los diferentes aspectos del concepto de la realeza de Mesopotamia. Un lugal en ese momento se supone que ha sido "normalmente un hombre de cualidades excepcionales de una familia de terratenientes ricos." Es de Thorkild Jacobsen la teoría de que fue originalmente un jefe de guerra (elegido), a diferencia de los (igualmente electos) en, que se ocupan de asuntos internos. Entre los primeros gobernantes cuyas inscripciones describen como lugales se  encuentran Enmebaragesi y Mesilim en Kish, y Meskalamdug, Mesanepada y varios de sus sucesores en Ur. Por lo menos, de la Tercera Dinastía de Ur, solo lugal se utilizó para designar un contemporáneo de soberanía en sumerio.

## Cartas de Amarna:Lugal
Lugal se utiliza ampliamente en las cartas de Amarna, para describir a reyes o faraones, y en otros lugares para hablar de varios reyes. Una forma común, en la introducción de muchas cartas de vasallos escritas al faraón era utilizar: Šàr-ri, (por šarrum); utilizaron Lugal + ri = Šàr-ri, (es decir, el faraón, o el rey del Antiguo Egipto). (Ri (cuneiforme) es uno de los jeroglíficos más comúnmente utilizados, en muchos casos por el uso de la "r").